# Bur (mythologie nordique)
Pour les articles homonymes, voir Bur et Bor.
Bur (en vieux norrois : Börr ou Burr), également connu sous le nom de Bor ou encore de Mannus, est une divinité nordique.
Dans la mythologie nordique, il est le dieu des temps anciens (le deuxième dieu), fils de Búri et père d'Odin.

## Biographie
Il est mentionné dans l’Edda poétique et dans l'Edda de Snorri.
Il est engendré par Búri, le tout premier dieu. Ses trois fils, Odin, Vê et Vili (qu'il eut avec Bestla) tuèrent le géant Ymir.

## Famille

### Mariage et enfants
Avec la géante Bestla, Bur eut :
- Odin
- Vili
- Vé

## Dans la culture populaire
Il est incarné par Tony Curran dans le film Thor : Le Monde des ténèbres.